# Martial Gueroult
Martial Gueroult (Le Havre, 15 dicembre 1891 – Parigi, 13 agosto 1976) è stato un filosofo e storico della filosofia francese.

## Biografia
Martial Gueroult nasce a Le Havre il 15 dicembre 1891, città nella quale compie gli studi liceali prima di fare il suo ingresso nel 1913 all'École Normale Supérieure di Parigi. Partecipa alla prima guerra mondiale come ufficiale di fanteria; gravemente ferito, trascorre quattro lunghi anni di prigionia in Germania nei forti di Ingolstadt e Placenburg. Al termine della guerra ottiene una croix de guerre, ma soprattutto ha la possibilità di presentarsi alla prova della agrégation nella sessione speciale riservata agli ex combattenti (1919). Inizia quindi a insegnare nei licei di Chartres (1920-1922) e Vendôme (1923-1929). 
Nel marzo 1930 si addottora alla Facoltà di Lettere dell'Università di Strasburgo con due tesi, una dedicata a Fichte (L'évolution et la structure de la doctrine de la science chez Fichte, principale) e una a Maimon (La philosophie transcendentale de Salomon Maimon, secondaria), dirette rispettivamente da Léon Brunschvicg e Léon Robin. Contestualmente è nominato docente di Storia della filosofia presso la stessa Facoltà, dove rimane dal 1929 al 1945.
Partecipa anche al secondo conflitto mondiale, in nome di ideali politici repubblicani, esperienza che gli vale un'altra croix de guerre. Dal 1945 è nominato ufficialmente sulla cattedra di Storia della filosofia moderna alla Sorbona, che terrà per un quinquiennio (1945-1951). Nel 1951 corona la sua carriera con l'elezione al Collège de France sulla cattedra (appositamente creata per lui) di Storia e tecnologia dei sistemi filosofici. 
Va in pensione nel 1962. Fra gli altri riconoscimenti ottenuti nel corso della carriera: Commendatore della legion d'onore, membro della Académie des Sciences Morales et Politiques (1957), visiting professor all'Università libera di Bruxelles (1963-1964), dottore honoris causa all'Università di Neuchâtel, membro dell'Académie Royale de Belgique (1964) e dell'Accademia bavarese delle scienze (1969). Muore a Parigi il 13 agosto 1976.

## Su Martial Gueroult
- P.M. Schuhl, Martial Gueroult (1891-1976), in "Revue philosophique de la France et de l'étranger", vol. CLXVI, n. 4 (1976), pp. 507-508